# موکره (شهرستان سانوک)
موکره (به لاتین: Mokre) یک روستا در لهستان است که در گمینا زاگوژ واقع شده‌است. موکره ۴۵۰ نفر جمعیت دارد.